# Gemeiner Rückenschwimmer

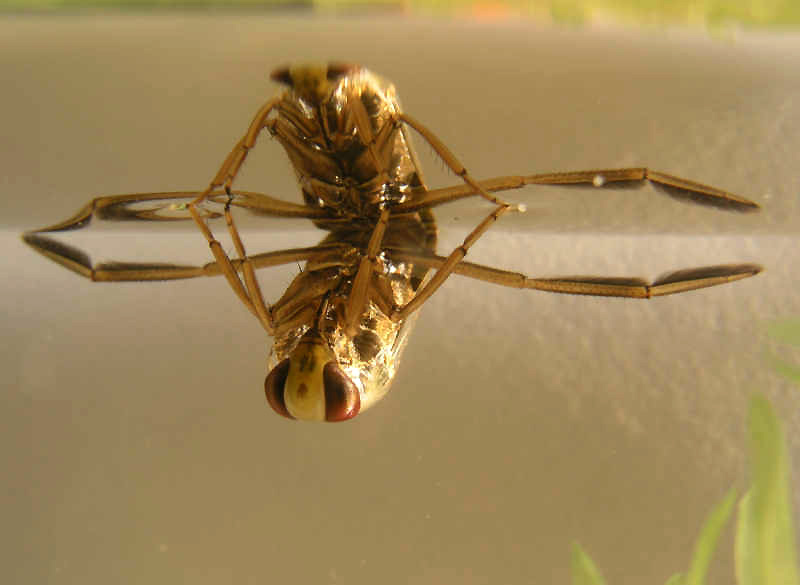
Ansicht von vorne; oben ist das Spiegelbild an der Unterseite der Wasseroberfläche zu erkennen

Der Gemeine Rückenschwimmer (Notonecta glauca) ist eine Wasserwanze (Nepomorpha) aus der Familie der Rückenschwimmer (Notonectidae). Das besondere Kennzeichen dieser Art wie auch der weiteren Vertreter der Rückenschwimmer ist, dass sie stets mit der Bauchseite nach oben schwimmen. Diese auffällige Schwimmposition resultiert aus dem bauchseits am Hinterleib mitgeführten Luftvorrat.

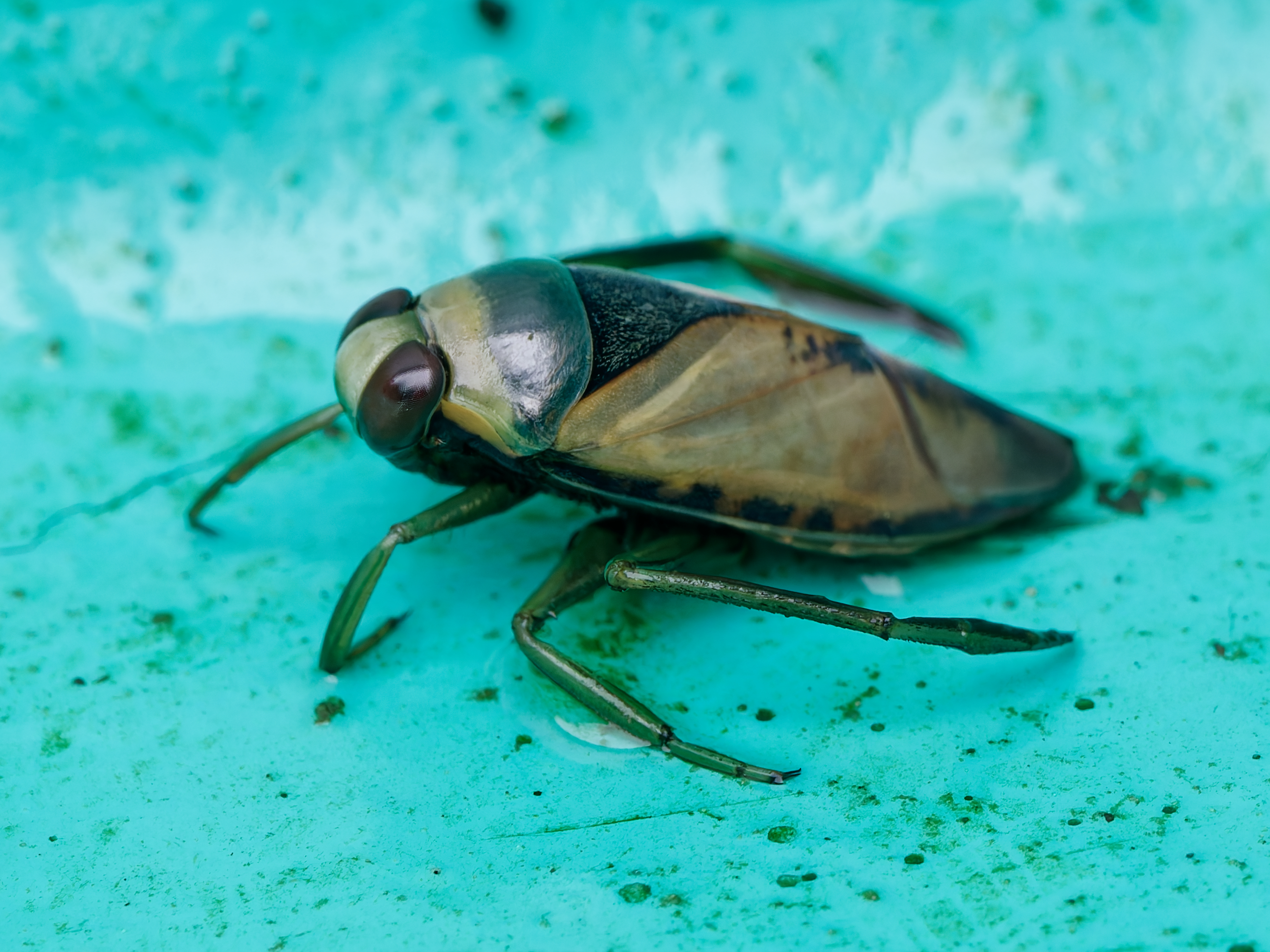
Notonecta glauca Oberseite, außerhalb des Wassers

## Merkmale
Die Wanzen erreichen Körperlängen zwischen 13,5 und 16 Millimetern. Die Bauchseite ist flach. Die Rückenseite ist bootsförmig gewölbt und die Flügel sind dachförmig gestellt. Das Schildchen (Scutellum) der Tiere ist schwarz gefärbt, sein Seitenrand ist länger als die Clavusnaht. Die Zipfel der Membran sind etwa gleich lang. Die Vorderecken des Halsschildes (Pronotum) sind stumpf und gerundet. Sein Hinterrand ist gerade. Die Halbdecken (Hemielytren) sind gelbgrau, gelbweiß, gelbrot oder grünweiß gefärbt und oft schwarz oder braun gefleckt. Der Rücken des Hinterleibes ist einfarbig schwarz oder braun gefärbt – im Gegensatz zur ähnlichen Notonecta maculata, welche vorn und hinten je eine gelbrote Querbinde auf dem Abdomen tragen. Die Hinterbeine sind durch Schwimmhaare, die sich beim Schwimmen automatisch auffächern, gekennzeichnet. Die Insekten schwimmen in Rückenlage, da der größte Teil der Atemluft auf der Unterseite des Hinterleibes in zwei, jederseits mit dichten Haarreihen besetzten Luftrinnen gehalten wird.

## Vorkommen
Die Art kommt in ganz Europa, östlich bis in den Osten Sibiriens und über Zentralasien nach China vor. Sie kommt in den Alpen bis etwa 1.800 Meter über Seehöhe vor, ist die häufigste Art ihrer Gattung in Mitteleuropa und ist überall häufig zu finden. Gemeine Rückenschwimmer leben in nahezu allen stehenden und langsam fließenden Gewässern und besiedeln auch stark eutrophierte Gewässer. In sauren Moorgewässern und in Brackwasser sind sie seltener.

## Lebensweise
Die Imagines ernähren sich wie alle Arten ihrer Familie räuberisch von im Wasser lebenden oder ins Wasser gefallenen Kleintieren, wie Insekten und Kaulquappen und sind gute Schwimmer. Die Art entwickelt sich in einer Generation pro Jahr und überwintert als Imago. Die Paarung findet in der Regel nach der Überwinterung statt, kann aber auch schon im Herbst erfolgen. Die Weibchen stechen ihre etwa 200 Eier zwischen Februar und April mit ihrem kurzen Legebohrer (Ovipositor) in Pflanzenmaterial ein. Die Elterngeneration stirbt bis Mai, die Imagines der neuen Generation sind nach fünf Häutungen ab Ende Juli und Anfang August voll entwickelt.
Gerade im Herbst sieht man Rückenschwimmer auch des Öfteren fliegen. Da sie gute Flieger sind, legen sie auch große Distanzen zurück und können so leicht neue Gewässer besiedeln.